# Чемпіонат K-1

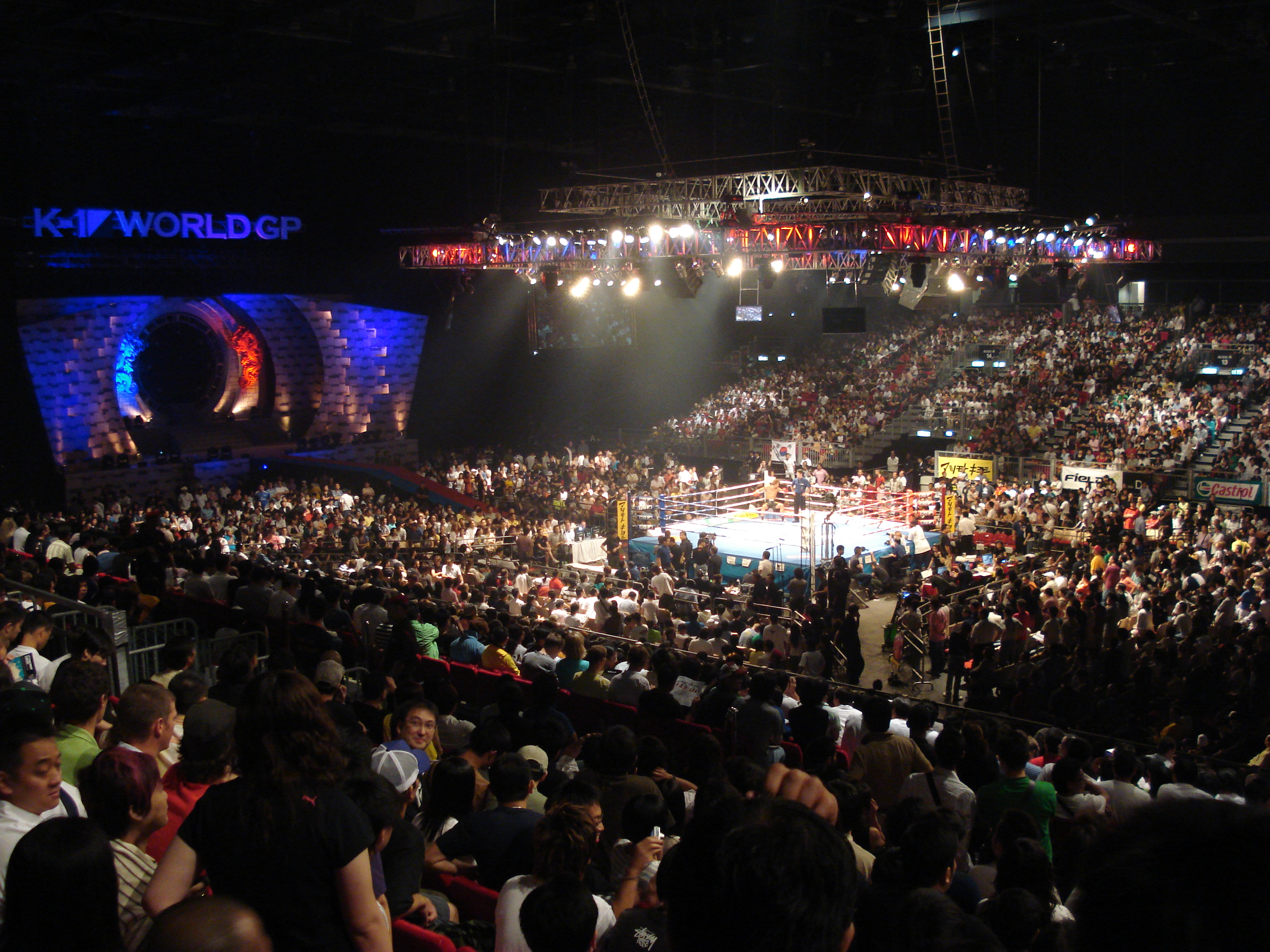
Гонконг, 2007 рік. Гран-прі K-1 World.

Чемпіонат K-1 — міжнародна спортивна організація, що займається підготовкою і проведенням боїв змішаного стилю за уніфікованими правилами, близькими до кікбоксингу. Для досягнення тактичної мети в спортивному змаганні за правилами K-1 дозволяється використання різноманітних ударних і деяких кидкових технік таких бойових мистецтв: бокс, кікбоксинг, тайський бокс, французький бокс, карате, тхеквондо, саньда тощо. Розмаїття ударних технік, що застосовуються в K-1 дозволяють охарактеризувати змагання як абсолютний кікбоксинг. Варто відзначити, що змагання за правилами K-1, хоч і дозволяють використання змішаної техніки, та не відносяться до змішаних бойових мистецтв. Втім, група компаній «Fighting and Entertainment Group» (власник чемпіонату K-1) проводила також і бої за правилами змішаних єдиноборств, як на турнірах чемпіонату, так і за його межами. Новий власник, компанія «K-1 Global Holdings», зосереджений на кікбоксингу. Правила K-1 широко використовуються спортивними організаціями світу.

## Особливості і правила
Змагання в чемпіонаті K-1 проводяться на чотирикутному боксерському рингу, довжина кожної сторони якого становить 6 метрів.

### Вагові категорії
Змагання в чемпіонаті K-1 проводяться наступних вагових категоріях:
- напівлегка вага (до 60 кг)
- легка вага (60-65 кг)
- середня вага (65-70 кг)
- напівважка вага (70-85 кг)
- важка вага (85-100 кг)
- суперважка вага (понад 100 кг)

Раз на рік проводиться Гран-прі K-1 у двох ширших вагових категоріях: середній (до 70 кг) і важкій (понад 70 кг).

### Раунди
Кожний раунд в чемпіонаті K-1 триває 3 хвилини. Рейтингові бої тривають три раунди, бої за чемпіонський титул — п'ять раундів. Перерва між раундами — 1 хвилина. У виняткових випадках тривалість бою може бути подовжена не більше ніж на два раунди.

### Екіпірування бійця
Боєць допускається до змагання лише при відповідності його екіпірування вимогам правил.
Всі бійці виходять на ринг у спортивних шортах, без взуття. Футболки, сорочки, куртки і кімоно заборонені. Бійці повинні використовувати лише стандартні боксерські рукавички вагою 6, 8 або 10 унцій (в залежності від вагової категорії).

### Результати змагань

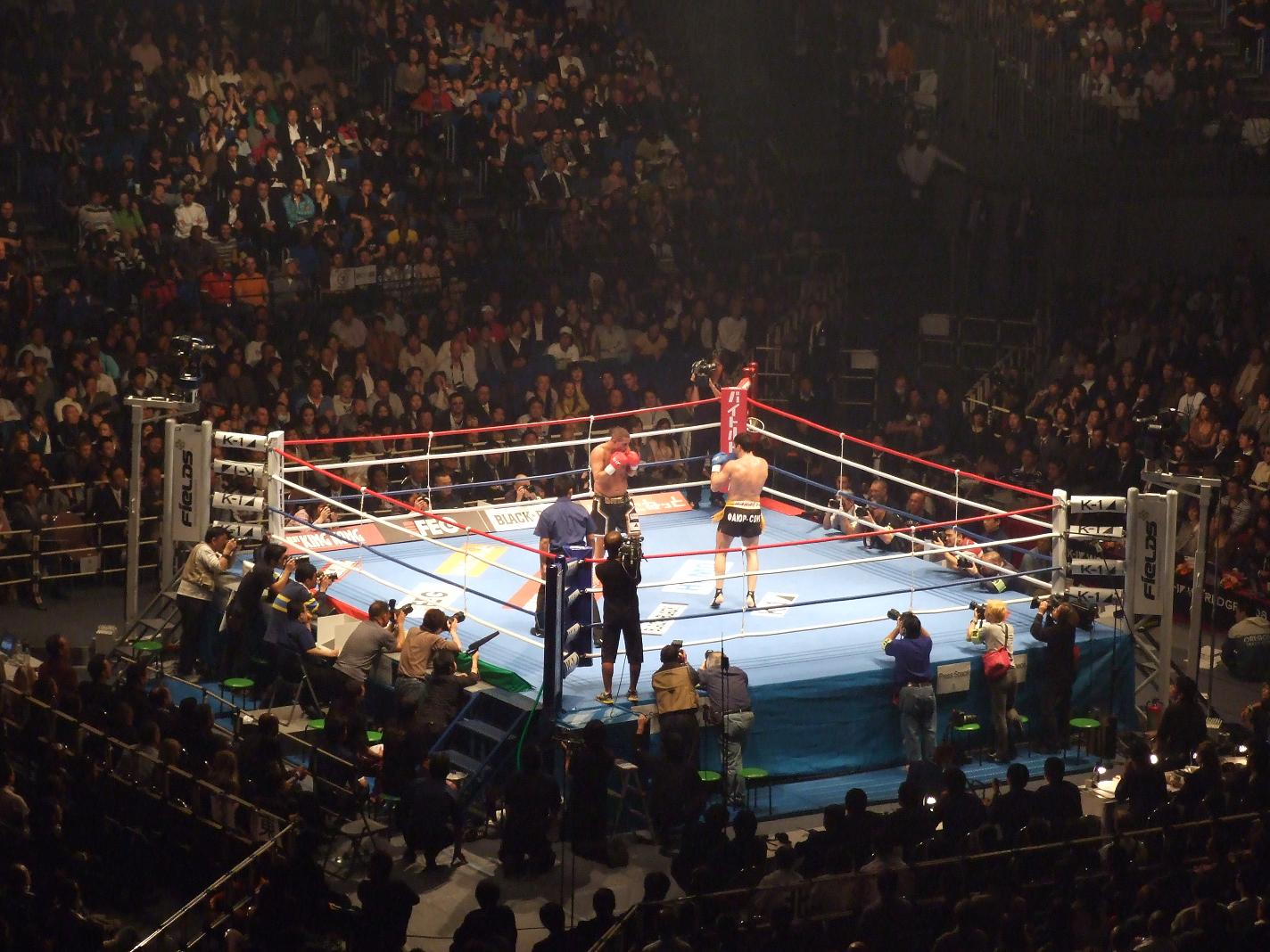
Ґьокхан Сакі проти Руслана Караєва на фіналі Гран-прі K-1 World. 2008 рік

Бій може бути завершений одним із наведених способів:
- Нокаут (англ. KO): бійцю може бути завдано удару, в результаті якого він втратить свідомість чи здатність продовжувати бій.
- Технічний нокаут (англ. TKO): боєць може втратити здатність продовжувати бій за однією з наступних причин:
  - рішення рефері (якщо рефері констатує, що боєць втратив здатність адекватно захистити себе або якщо боєць тричі потрапляє у нокдаун протягом одного раунду);
  - рішення лікаря (якщо лікар констатує поранення, травмування або сильну кровотечу у бійця);
  - рішення кутового (якщо кутовий асистент бійця вирішує припинити бій).
- Рішення суддів: в залежності від нарахованих очок судді можуть прийняти одне із наступних рішень:
  - одностайне рішення (всі три судді присуджують перемогу бійцю А);
  - переважне рішення (два судді присуджують перемогу бійцю А, один суддя констатує нічию);
  - роздільне рішення (два судді присуджують перемогу бійцю А, один суддя присуджує перемогу бійцю Б)
  - нічия (судді констатують нічию).

У випадку констатування нічиєї по завершенню основного часу змагання може бути запроваджено додатковий час (не більше двох раундів) для визначення переможця. В деяких випадках бій може бути завершений технічною нічиєю, технічним рішенням, може бути визнаний таким, що не відбувся. Боєць також може бути дискваліфікований або оштрафований.

### Нарахування очок
Три судді оцінюють кожний раунд змагань у чемпіонаті K-1. Бійцю, який провів раунд краще свого суперника, нараховується 10 очок. Бійцю, який провів раунд гірше свого суперника, нараховується 9 або менше очок. У разі порушення правил рефері та/або суддя може ухвалити рішення про зняття очок із порушника. Судді повинні уникати нарахування рівної кількості очок. Рівна кількість очок може бути нарахована лише у випадку, коли з одного з бійців були зняті очки за порушення правил. У разі рівної боротьби і наявності рівного рахунку після завершення додаткового часу, судді повинні переглянути рахунок у попередніх раундах змагання.

### Заборонені дії
У змаганнях за правилами K-1 заборонено:
1. Завдавати удари головою.
2. Завдавати удари ліктями.
3. Завдавати удари плечем або передпліччям.
4. Завдавати удари в пах.
5. Завдавати удари в очі
6. Завдавати удари в горло.
7. Завдавати удари в потилицю.
8. Проводити амплітудні кидки, больові прийоми і удушення.
9. Кусати суперника.
10. Атакувати суперника зі спини.
11. Атакувати суперника, який впав, або піднімається.
12. Атакувати суперника, після оголошення команди «брейк».
13. Використовувати канати для оборони чи нападу.
14. Виштовхувати/викидати суперника за межі рингу.
15. Залишати ринг під час змагання.
16. Вступати в суперечку з рефері.

## Чемпіони K-1
Нижче використовуються такі скорочення:
| ТЧ  | — Тимчасовий чемпіон                                  |
| ЧЗТ | — Чемпіон залишив свій титул                          |
| ЧПТ | — Чемпіон був позбавлений свого титулу                |
| [1] | — Черговий титул бійця в конкретній ваговій категорії |

### Суперважка вага (понад 100 кг)
| № | Чемпіон     | Період чемпіонства       | Захисти титулу |
| - | ----------- | ------------------------ | -------------- |
| 1 | Семмі Схілт | 4 березня 2007 — дотепер | 4              |

### Важка вага (70-100 кг)
| № | Чемпіон           | Період чемпіонства               | Захисти титулу |
| --- | ----------------- | -------------------------------- | -------------- |
| 1 | Бадр ХаріЧПТ      | 28 квітня 2007 — 17 грудня 2008  | 1              |
| Бадр Харі був позбавлений титулу як покарання за неспортивну поведінку і зловмисне порушення правил (удари ногами по лежачому супернику). |                   |                                  |                |
| 2 | Кіотаро Фудзімото | 28 березня 2009 — 21 жовтня 2011 | 1              |

## Переможці Гран-прі K-1

### Важка вага (понад 70 кг)
| Рік  | Переможець        | Громадянство  | Фіналіст                      | Громадянство  |
| ---- | ----------------- | ------------- | ----------------------------- | ------------- |
| 1993 | Бранко Цикатич    | Хорватія      | Ернесто Гост                  | Нідерланди    |
| 1994 | Петер Артс [1]    | Нідерланди    | Масаакі Сатаке                | Японія        |
| 1995 | Петер Артс [2]    | Нідерланди    | Жером Ле Банне                | Франція       |
| 1996 | Енді Хуг          | Швейцарія     | Майк Бернардо                 | ПАР           |
| 1997 | Ернесто Гост [1]  | Нідерланди    | Енді Хуг                      | Швейцарія     |
| 1998 | Петер Артс [3]    | Нідерланди    | Енді Хуг                      | Швейцарія     |
| 1999 | Ернесто Гост [2]  | Нідерланди    | Мірко Філіпович               | Хорватія      |
| 2000 | Ернесто Гост [3]  | Нідерланди    | Рей Сефо                      | Нова Зеландія |
| 2001 | Марк Хант         | Нова Зеландія | Франсіску Філью               | Бразилія      |
| 2002 | Ернесто Гост [4]  | Нідерланди    | Жером Ле Банне                | Франція       |
| 2003 | Ремі Боньяскі [1] | Нідерланди    | Акіо Морі                     | Японія        |
| 2004 | Ремі Боньяскі [2] | Нідерланди    | Акіо Морі                     | Японія        |
| 2005 | Семмі Схілт [1]   | Нідерланди    | Ґлаубі Фейтоза                | Бразилія      |
| 2006 | Семмі Схілт [2]   | Нідерланди    | Петер Артс                    | Нідерланди    |
| 2007 | Семмі Схілт [3]   | Нідерланди    | Петер Артс                    | Нідерланди    |
| 2008 | Ремі Боньяскі [3] | Нідерланди    | Бадр Харі (дискваліфікований) | Марокко       |
| 2009 | Семмі Схілт [4]   | Нідерланди    | Бадр Харі                     | Марокко       |
| 2010 | Алістар Оверім    | Нідерланди    | Петер Артс                    | Нідерланди    |
| 2024 | Ариэль Мачадо     | Бразилія      | Фэнг Руй                      | КНР           |

### Середня вага (до 70 кг)
| Рік  | Переможець          | Громадянство | Фіналіст        | Громадянство |
| ---- | ------------------- | ------------ | --------------- | ------------ |
| 2002 | Альберт Краус       | Нідерланди   | Каолан Каовічіт | Таїланд      |
| 2003 | Масато Кобаясі [1]  | Японія       | Альберт Краус   | Нідерланди   |
| 2004 | Сомбат Банчамек [1] | Таїланд      | Масато Кобаясі  | Японія       |
| 2005 | Анді Сауер [1]      | Нідерланди   | Сомбат Банчамек | Таїланд      |
| 2006 | Сомбат Банчамек [2] | Таїланд      | Анді Сауер      | Нідерланди   |
| 2007 | Анді Сауер [2]      | Нідерланди   | Масато Кобаясі  | Японія       |
| 2008 | Масато Кобаясі [2]  | Японія       | Артур Кишенко   | Україна      |
| 2009 | Ґеворґ Петросян [1] | Італія       | Анді Сауер      | Нідерланди   |
| 2010 | Ґеворґ Петросян [2] | Італія       | Йосіхіро Сато   | Японія       |
| 2024 | Стоян Копривленский | Болгарія     | Виктор Акимов   | Росія        |